# フェノフィブラート
フェノフィブラート（Fenofibrate）は、トライコア（Tricor）やリピディルなどの商品名で販売されている血中脂質値の異常の治療に用いられるフィブラート系の医薬品である。心臓病や死亡のリスクを低下させる効果はみられないため、スタチン薬よりも処方されることは少ない。食事療法と併用することが推奨される。投与法は経口である。
一般的な副作用には、肝臓障害、呼吸障害、腹痛、筋肉障害、吐き気などがある。重度の副作用には、中毒性表皮壊死症、横紋筋融解症、胆石、血栓、膵炎などが挙げられる。妊娠中または授乳中の人への使用は推奨されない。
作用機序は多岐に亘る。
1969年に特許認可され、1975年にフランスで医療用に用いられるようになった:1。後発医薬品として入手可能である。日本では1999年に製造販売承認を取得した:1。2019年時点の英国の国民保健サービスにかかる費用は、1か月分あたり約3.67ポンドである。米国での1か月分の卸価格は約8.40米ドルである。 

## 効能・効果
- 高脂血症（家族性を含む）

フェノフィブラートは、主に原発性高コレステロール血症および混合性脂質異常症に使用され、豪州では、2型糖尿病および既存の糖尿病性網膜症患者における糖尿病性網膜症の進展抑制の適応が最初に示された。フェノフィブラートは、2型糖尿病患者の糖尿病性網膜症のリスクおよび進行を抑制することが実証されている。大規模な国際共同試験であるFIELD試験およびACCORD-Eye試験では、フェノフィブラートを投与することにより、糖尿病性網膜症のレーザー治療の必要性が31％減少し、4年間で3.7％の進行が抑制された。これらの試験では、統計学的に有意な心血管リスクの改善は確認されなかったが、現在スタチン系薬剤を服用している高トリグリセリド脂質異常症患者に治療を追加することは有益であると考えられる。
フェノフィブラートは、微小血管疾患を持たない2型糖尿病患者の足首以下の切断のリスクを減少させると考えられる。FIELD試験では、フェノフィブラートを1日200mg投与することにより、血糖コントロールや脂質異常症の有無に拘らず、足首以下の切断のリスクを37％減少させることが示された。これには、脂質低下以外の作用機序が考えられる。
また、フェノフィブラートは、痛風患者の血中尿酸値が高い場合の追加療法として、適応外で使用される。
原発性高コレステロール血症または混合型脂質異常症の成人において、食事療法に加えて、低比重リポ蛋白質コレステロール（LDL）、総コレステロール、トリグリセリド（TG）、アポリポタンパク質B（apo B）の上昇を抑え、高比重リポ蛋白質コレステロール（HDL）を増加させる目的で使用される。
重度の高トリグリセリド血症を有する成人の治療において、食事療法に加えて使用される。空腹時キロミクロン血症を示す糖尿病患者の血糖コントロールを改善すれば、通常、薬理学的介入の必要性は減少する。
スタチンは、血中コレステロールの治療の第一選択薬であり続けている。2013年に発表されたAHAのガイドラインでは、追加の薬剤を日常的に使用するためのエビデンスは見つかっていない。
さらに2016年、FDAは「ナイアシン徐放錠およびフェノフィブラート徐放カプセルの申請におけるスタチン系薬剤との併用に関する適応症の承認撤回」を提出し、「FDAは、科学的証拠の総体が、スタチン治療を受けている患者における薬剤によるトリグリセリド値の低下および／またはHDLコレステロール値の上昇が、心血管イベントのリスク低減につながるという結論を、もはや支持しないと結論づけた」と指摘した。

## 禁忌
フェノフィブラートは下記の患者には禁忌である。
- フェノフィブラートまたはフェノフィブリン酸に対して過敏症の既往歴のある患者
- 肝障害のある患者
- 胆嚢疾患のある患者
- 血清クレアチニン値が2.5mg/dL以上またはクレアチニンクリアランスが40mL/min未満の腎機能障害のある患者（推定糸球体濾過量が30mL/min未満の患者では、曝露量が2.7倍に増加し、慢性投与中に蓄積量が増加する）
- 妊婦または妊娠している可能性のある女性、授乳婦

## 副作用
重大な副作用としては、
- 横紋筋融解症（0.1％未満） - 筋肉痛、脱力感、CK（CPK）上昇、血中、尿中ミオグロビン上昇
- 肝障害（0.1 - 5％未満） - 肝炎・黄疸、AST (GOT) 上昇、ALT (GPT) 上昇など
- 膵炎 - 重度の腹痛、嘔気、嘔吐、アミラーゼ上昇、リパーゼ上昇など

が知られている。

一般的な有害事象（スタチンを併用している患者の3％以上）は、
- 頭痛
- 背中の痛み
- 上咽頭炎
- 吐き気
- 筋肉痛のような痛み
- 関節痛
- 下痢
- 上気道感染症
- 腎臓結石

である。

### 予防
フェノフィブラートとスタチンを併用する場合は、ピーク時の投与量が重ならないように、フェノフィブラートを朝、スタチンを夜に投与することが推奨されている。
- 筋骨格系の副作用（横紋筋融解症やミオパチー） - スタチンとの併用でリスクが増加。特に高齢者、糖尿病、腎不全、甲状腺機能低下症の患者では注意が必要である[19]。
- 肝毒性 - 血清トランスアミナーゼを上昇させる可能性があるため、定期的に肝機能検査を行う必要がある[19]。
- 腎毒性 - 血清クレアチニン値を上昇させる可能性があるので、慢性腎臓病の患者では定期的な腎機能モニタリングが必要とされる[19]。
- 胆道系の副作用 - コレステロールの胆汁中への排泄を増加させ、胆石症を引き起こす可能性があるため、疑わしい場合には胆嚢検査が必要となる[19]。
- 凝血・出血 - ワルファリンなどとの併用には注意を要する。出血性合併症を予防するには、プロトロンビン時間/INRを望ましいレベルに維持するようにワルファリンの投与量を調整しなければならない[19]。

## 過量投与
「フェノフィブラートの過量投与に対する特別な治療法はない。バイタルサインの監視や臨床状態の観察など、一般的な支持療法が必要である。」 また、フェノフィブラートは血漿タンパク質との結合が強く、透析がうまくいかないため、過量投与の治療法として血液透析を考慮すべきではない。

## 相互作用
フェノフィブラートとのこれらの薬物相互作用は重大なものと考えられ、治療法の変更が必要となる可能性がある。
- 胆汁酸抑制薬（コレスチラミン、コレスチポール（英語版）など） - 一緒に服用すると、吸着樹脂がフェノフィブラートと結合し、フェノフィブラートの吸収率が低下する可能性がある。吸収を最大にするためには、胆汁酸抑制薬の服用前なら少なくとも1時間、服用後なら4時間～6時間の間隔を空ける必要がある[19][21]。
- 免疫抑制剤（例：シクロスポリンまたはタクロリムス） - 免疫抑制剤とフェノフィブラートを併用すると、腎機能障害のリスクが高まる。腎機能を低下させる薬剤を併用する場合は注意が必要とされる[22]。
- ビタミンK拮抗薬（例：ワルファリン） - 前述の通り、フェノフィブラートはワルファリンと相互作用し、出血のリスクを高める。ビタミンK拮抗薬の投与量の調整が必要な場合がある[19]。
- スタチン - スタチン系薬剤とフェノフィブラートの併用により、横紋筋融解症またはミオパチーのリスクが増加する可能性がある[23]。

## 作用機序
「要約すると、フィブラートの中性脂肪低下作用の根底には、トリグリセリドを多く含む粒子の異化作用の増強とVLDLの分泌低下があり、一方、HDLの代謝に対する効果は、HDLのアポリポタンパク質の発現の変化と関連している。」
フェノフィブラートは、フェノフィブリン酸がイソプロピルエステルに結合したプロドラッグで、フィブリン酸誘導体である。ペルオキシソーム増殖因子活性化受容体α（PPARα）を活性化することにより、脂質レベルを低下させる。PPARαは、リポタンパク質リパーゼを活性化し、アポタンパク質CIIIを減少させることで、脂肪分解を促進し、血漿中のトリグリセリドを多く含む粒子を除去する。
また、PPARαは、アポタンパク質AIおよびAIIを増加させ、VLDLおよびLDLを含むアポタンパク質Bを減少させ、HDLを含むアポタンパク質AIおよびAIIを増加させる。

## 歴史
フェノフィブラートは、1974年にクロフィブラートの誘導体として初めて合成され、その後すぐにフランスで発売された。当初はプロセトフェン（procetofen）と呼ばれていたが、世界保健機関（WHO）の国際一般名ガイドラインに準拠して、後にフェノフィブラート（fenofibrate）と改称された。
当初の製剤は100mgと150mgであったが、微粉化により67mgと100mgに減量（生物学的利用能は同等）された。日本では独自の固体分散体（solid dispersion）化技術を用いて更に減量し、53.3mgと80mgの錠剤となった:1。

## 研究開発

### COVID-19
2020年7月、イスラエルと米国の研究者らは、フェノフィブラートが肺細胞でのSARS-CoV-2ウイルスの複製を大幅に遅らせる可能性を示唆した。この仮説は、イスラエルで行われた1500人の患者の臨床データの後ろ向き調査によって裏付けられており、より大規模な臨床試験での検証が待たれている。